# Анжіляй
Анжіляй — село у Литві, Расейняйський район, Палепяйське староство, знаходиться північніше за 2 км від Палепяя, протікає річка Алея. Станом на 2001 рік у селі проживало 193 людей.

## Принагідно
- Мапа із зазначенням місцерозташування [Архівовано 5 березня 2016 у Wayback Machine.]

| Литва | Це незавершена стаття з географії Литви. Ви можете допомогти проєкту, виправивши або дописавши її. |